# Poland (Maine)
Poland város az Amerikai Egyesült Államok Maine államában, Androscoggin megyében. Lakosainak száma 5906 fő (2020. április 1.).

## Népesség
A település népességének változása:

| 2010 | 5 376 |
| 2020 | 5 906 |